# Friedrichroda
Friedrichroda é uma cidade da Alemanha localizado no distrito de Gota, estado da Turíngia.
Em 1 de outubro de 2007, os antigos municípios de Ernstroda e Finsterbergen foram incorporados a Friedrichroda.

## Demografia
Evolução da população (a partir de 1960 em 31 de dezembro):
| - 1830 - 1.724 - 1960 - 6.167 - 1994 - 5.770 - 1995 - 5.701 - 1996 - 5.675 - 1997 - 5.630 | - 1998 - 5.505 - 1999 - 5.540 - 2000 - 5.496 - 2001 - 5.470 - 2002 - 5.398 - 2003 - 5.446 | - 2004 - 5.412 - 2005 - 5.307 |

Fonte a partir de 1994: Thüringer Landesamt für Statistik

## Atrações turísticas
- Reinhardsbrunn - antigo mosteiro e atual castelo de Reinhardsbrunn.

## Galeria
|  |